# 登里享平
登里 享平（のぼりざと きょうへい、1990年11月13日 - ）は、大阪府東大阪市出身のプロサッカー選手。Jリーグ・セレッソ大阪所属。ポジションはディフェンダー、ミッドフィールダー。

## 来歴
東大阪市立孔舎衙東小学校、東大阪市立孔舎衙中学校卒業。香川西高等学校で1年生からレギュラーに定着し、全国高等学校サッカー選手権大会に3年連続で出場した。3年生の時に出場した第87回大会では、市立船橋高校を相手に2-1で勝利するなど活躍し、選手権後には高校選抜にも選出された。2009年4月にドイツ・デュッセルドルフで行われた国際ユースサッカー大会では日本高校選抜メンバーとして参加した。登里は4試合に出場し3得点と結果を残した。
2009年シーズンより、川崎フロンターレに入団。2009年6月20日のJ1第14節、対大分トリニータ戦で途中出場しプロデビューを果たす。登里はファーストタッチでシュートを打った。同年10月25日のJ1第30節、対サンフレッチェ広島戦では、途中投入されると中村憲剛のゴールでプロ初アシスト、その1分後には初ゴールを記録した。
風間八宏が監督に就任すると、左サイドバックでの出場が増え、2014年からDF登録に変更した。
2015年、度重なる怪我と膝の故障により、シーズンをリハビリに費やし、1試合の出場のみとなった。
2016年より背番号が2に変更となった。
このシーズンは14試合に出場したが、同じポジションである車屋紳太郎の控えに回る事が多かった。
2017年、12節に行われた鹿島アントラーズ戦で、リーグ戦約3年振りとなるゴールを決めた。クラブ初タイトルのリーグ優勝に貢献。
2018年、リーグ優勝に貢献。
2019年、リーグカップ優勝に貢献。
2020年、4-3-3のフォーメーション変更で、左サイドバックのポジションを確保した。リーグ優勝に貢献、自身初のJリーグベストイレブンに選出された。天皇杯優勝に貢献。
2021年、リーグ優勝に貢献。
2022年怪我で離脱。公式チャンネルで公開された「子どもたちが最強スタメンを考えたら、登里がズタボロに」では"最強スタメン”を考えるスクール生の目の前にサプライズで登場する予定だったが、選出されたのは車屋紳太郎で、登里は選出されず気まずいサプライズ登場となった。
2023年、入団15年目を迎えた。天皇杯優勝に貢献。
2024年1月6日、小、中学生時代サポーターだったセレッソ大阪へ完全移籍で加入することが発表された。開幕戦からレギュラーとして出場していたが、5月に左ハムストリング筋損傷で離脱し、復帰までに2ヶ月半を要した。

## 所属クラブ
- クサカSS
- EXE '90FCジュニア (東大阪市立孔舎衙東小学校)
- 2003年 - 2005年 EXE '90FC (東大阪市立孔舎衙中学校)
- 2006年 - 2008年 香川西高等学校
- 2009年 - 2023年  川崎フロンターレ
- 2024年 -  セレッソ大阪

## 個人成績
| 国内大会個人成績 | 国内大会個人成績 | 国内大会個人成績 | 国内大会個人成績 | 国内大会個人成績 | 国内大会個人成績 | 国内大会個人成績 | 国内大会個人成績 | 国内大会個人成績 | 国内大会個人成績 | 国内大会個人成績 | 国内大会個人成績 |
| 年度             | クラブ           | 背番号           | リーグ           | リーグ戦         | リーグ戦         | リーグ杯         | リーグ杯         | オープン杯       | オープン杯       | 期間通算         | 期間通算         |
| 年度             | クラブ           | 背番号           | リーグ           | 出場             | 得点             | 出場             | 得点             | 出場             | 得点             | 出場             | 得点             |
| 日本             | 日本             | 日本             | 日本             | リーグ戦         | リーグ戦         | リーグ杯         | リーグ杯         | 天皇杯           | 天皇杯           | 期間通算         | 期間通算         |
| ---------------- | ---------------- | ---------------- | ---------------- | ---------------- | ---------------- | ---------------- | ---------------- | ---------------- | ---------------- | ---------------- | ---------------- |
| 2009             | 川崎             | 23               | J1               | 2                | 1                | 1                | 0                | 2                | 0                | 5                | 1                |
| 2010             | 川崎             | 23               | J1               | 9                | 0                | 0                | 0                | 1                | 0                | 10               | 0                |
| 2011             | 川崎             | 23               | J1               | 19               | 2                | 3                | 1                | 2                | 0                | 24               | 3                |
| 2012             | 川崎             | 23               | J1               | 16               | 2                | 4                | 0                | 3                | 0                | 23               | 2                |
| 2013             | 川崎             | 23               | J1               | 29               | 0                | 7                | 0                | 3                | 0                | 39               | 0                |
| 2014             | 川崎             | 23               | J1               | 19               | 1                | 3                | 0                | 0                | 0                | 22               | 1                |
| 2015             | 川崎             | 23               | J1               | 1                | 0                | 0                | 0                | 0                | 0                | 1                | 0                |
| 2016             | 川崎             | 2                | J1               | 14               | 0                | 2                | 0                | 4                | 0                | 20               | 0                |
| 2017             | 川崎             | 2                | J1               | 23               | 1                | 2                | 0                | 2                | 0                | 27               | 1                |
| 2018             | 川崎             | 2                | J1               | 25               | 0                | 2                | 0                | 4                | 0                | 31               | 0                |
| 2019             | 川崎             | 2                | J1               | 27               | 0                | 3                | 0                | 1                | 0                | 31               | 0                |
| 2020             | 川崎             | 2                | J1               | 29               | 0                | 2                | 0                | 0                | 0                | 31               | 0                |
| 2021             | 川崎             | 2                | J1               | 29               | 0                | 2                | 0                | 4                | 0                | 35               | 0                |
| 2022             | 川崎             | 2                | J1               | 12               | 0                | 1                | 0                | 0                | 0                | 13               | 0                |
| 2023             | 川崎             | 2                | J1               | 26               | 2                | 2                | 0                | 4                | 0                | 32               | 2                |
| 2024             | C大阪            | 6                | J1               | 19               | 0                | 0                | 0                | 0                | 0                | 19               | 0                |
| 通算             | 日本             | 日本             | J1               | 299              | 9                | 34               | 1                | 30               | 0                | 367              | 10               |
| 総通算           | 総通算           | 総通算           | 総通算           | 299              | 9                | 34               | 1                | 30               | 0                | 367              | 10               |

- 2016年
  - Jリーグチャンピオンシップ 1試合0得点

| 国際大会個人成績 | 国際大会個人成績 | 国際大会個人成績 | 国際大会個人成績 | 国際大会個人成績 |
| 年度             | クラブ           | 背番号           | 出場             | 得点             |
| AFC              | AFC              | AFC              | ACL              | ACL              |
| ---------------- | ---------------- | ---------------- | ---------------- | ---------------- |
| 2009             | 川崎             | 23               | 0                | 0                |
| 2010             | 川崎             | 23               | 6                | 0                |
| 2014             | 川崎             | 23               | 3                | 0                |
| 2017             | 川崎             | 2                | 4                | 0                |
| 2018             | 川崎             | 2                | 5                | 1                |
| 2019             | 川崎             | 2                | 5                | 0                |
| 2021             | 川崎             | 2                | 3                | 0                |
| 2022             | 川崎             | 2                | 0                | 0                |
| 2023/24          | 川崎             | 2                | 5                | 0                |
| 通算             | AFC              | AFC              | 31               | 1                |

- Jリーグ初出場 - 2009年6月20日 J1第14節 対大分トリニータ戦（等々力陸上競技場）
- Jリーグ初得点 - 2009年10月25日 J1第30節 対サンフレッチェ広島戦（等々力陸上競技場）

## タイトル

### クラブ
川崎フロンターレ
- J1リーグ：4回（2017年、2018年、2020年, 2021年）
- Jリーグカップ：1回（2019年）
- 天皇杯 JFA 全日本サッカー選手権大会：2回（2020年、2023年）
- FUJI XEROX SUPER CUP：1回（2021年）

### 個人
- Jリーグ・ベストイレブン（2020年）

## 代表歴
- 2009年 U-20日本代表
- 2010年 U-21日本代表（2010年アジア競技大会）
- 2011年 U-23日本代表（ロンドン五輪アジア予選）